# 第二邓州市人民政府
「邓州市人民政府」，亦称第二邓州市人民政府、新邓州市人民政府等，是指2013年至2014年期间在河南邓州，由张海新、马香兰和王良双3人以“邓州市人民政府”的名义私自成立的一个冒牌地方政府。

## 概述
2013年9月，邓州市文渠乡蒋庄村妇女张海新与汲滩镇廖寨村妇女马香兰、高集乡李岗村孔营组农民王良双，3人经过密谋后，以邓州市人民政府不作为为由，宣布将其予以撤销，并在位于市政府旁边的老广场一街28号对面，另外成立一个“邓州市人民政府”。并宣称该“邓州市人民政府”下辖文渠乡、高集乡、汲滩镇3个乡镇政府，由张海新担任人民政府市长兼管文渠乡政府，马香兰、王良双则分别负责汲滩镇人民政府和高集乡人民政府。
张海新等人以中央九部委联合名义制作公文、通过街头小广告花钱私刻“邓州市人民政府印”、“邓州市检察院印”、“高集乡人民政府印”、“高集乡人民政府财务专用章印”、“汲滩镇人民政府印”、“汲滩镇人民政府财务专用章印”等10余枚公章，包括村委会一系列相关印章等。以“邓州市人民政府”的名义下发文件、任职公函40余份，发布通告、公告20余份，并下发红头文件给马香兰和王良双，要求2人在本地发展骨干成员，加入集体经济组织，办理《农村土地承包经营权证书》，与没有在他们处申请建房的违法行为作斗争。遂使得先后约200余户不明真相的群众在该处申请办理了《农村土地承包经营权证书》。
张海新、马香兰和王良双还以邓州市人民政府名义散发招聘公告，招聘大学生到政府任职，先后有10多名不明真相的大学生将申请简历邮至该市老广场一街28号对面邓州市人民政府办公室。
数月后，因汲滩镇一个城镇开发项目因为用地纠纷涉及到马香兰和王良双亲戚的利益。房地产开发商先后收到了由他们伪造的《邓州市人民政府停工通知书》和《汲滩镇政府违法建房处罚通知书》，开发商感到可疑随即向警方报案，邓州市公安局立案调查后，张海新、马香兰、王良双3人随即被警方逮捕。
2014年4月21日，张海新、马香兰和王良双3人被邓州市人民检察院以涉嫌伪造国家机关公文罪提起公诉。
2014年6月27日上午，邓州法院对张海新伪造国家机关公文案宣判，判处其有期徒刑2年；从犯马相兰和王良双因同样罪名，分别被判有期徒刑10个月和8个月。法院宣判后，张海新、马相兰二人当庭表示不服判决，但当庭并未明确是否上诉。

## 影响
张海新、马香兰和王良双3人私自成立的邓州市人民政府的主要工作重心在于农村土地承包经营，这是促使他们成立此政府的最重要因素。200余户申请办理亦可以证明，他们制定的“政策”确实迎合部分大众的需要。这也反映出邓州市政府在土地承包政策上确实存在着一定的问题。该事件经新闻媒体曝光后也暴露出目前中国社会存在的很多问题，在中国国内引起了例如对相关部门的监管力度有待加强，大学生们辨别真假的能力有待提升，印章刻制的工作亟待加强管理，民众维权有没有提供通畅的表达渠道等诸多方面问题的思考。